# Karen Elizabeth Wills
Karen Elizabeth Wills (1962,) es una botánica, y agrostóloga australiana.
Su principal área es la taxonomía y demás estudios de la familia Poaceae.
Publica habitualmente en Australian Systematic Botany.
- La abreviatura «Wills» se emplea para indicar a Karen Elizabeth Wills como autoridad en la descripción y clasificación científica de los vegetales.[3]